# Matthew Pearl
Matthew Pearl (ur. w 1975 w Bostonie) – amerykański pisarz.
Ukończył studia filologiczne na Uniwersytecie Harvarda i prawnicze na Uniwersytecie Yale. Otrzymał prestiżową Nagrodę Dantego, przyznawaną przez Dante Society of America, za pracę dyplomową, której tematem była Boska komedia.
Jego debiut pisarski Klub Dantego szybko stał się bestsellerem w Ameryce i Europie. Książkę nominowano do International IMPAC Dublin Literary Award.
8 września 2006 nakładem Wydawnictwa Literackiego ukazała się w Polsce druga powieść Pearla, pt. Cień Poego. 5 maja 2010 została wydana w Polsce jego trzecia powieść, pt. Zagadka Dickensa.

## Powieści
- Klub Dantego (The Dante Club, Random House 2003, wyd. pol. Wydawnictwo Literackie, Kraków 2005, ISBN 83-08-03731-3)
- Cień Poego (Poe Shadow, Random House 2006, wyd. pol. Wydawnictwo Literackie, Kraków 2006, ISBN 83-08-03900-6)
- Zagadka Dickensa (The Last Dickens, Random House 2009, wyd. pol. Wydawnictwo Literackie, Kraków 2010, ISBN 978-83-08-04461-2)
- Instytut młodych naukowców (The Technologists, Random House 2012, wyd. pol. Wydawnictwo Sonia Draga, Katowice 2014, ISBN 978-83-7508-878-6)